# Lars Liedbeck

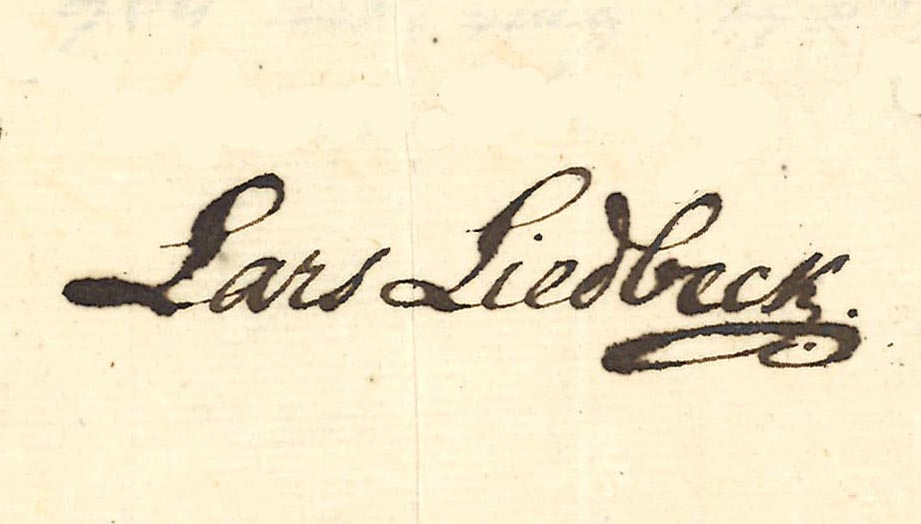
Lars Liedbecks namnteckning på en tjänsteskrivelse 1745.

Lars Liedbeck, född den 13 juli 1707 i Jönköping, död den 5 augusti 1762 i Lund, var en svensk sjöofficer och professor i matematik.

## Biografi
Lars Liedbeck var son till rådmannen i Jönköping Nils Liedbeck och dennes hustru Maria Billing, dotter till en faktor vid Jönköpings gevärsfaktori. Han undervisades först i hemmet och därefter vid skolan i Jönköping och vid Braheskolan på Visingsö innan han i juni 1727 inskrevs vid Lunds universitet. Här studerade Liedbeck i tre år för bland annat matematikern Conrad Quensel innan han 1730 överflyttade sina studier till Uppsala. Här fortsatte han att studera matematik (nu för Samuel Klingenstierna) men även botanik och anatomi. 
Sedan han 1733 lämnat Uppsala verkade Liedbeck först som auskultant i Bergskollegium. Därifrån förflyttades han år 1736 till Amiralitetskollegium i Karlskrona, först till en rent administrativ tjänst men snart även med ställning som officer. Han blev löjtnant vid flottan 1737 och kaptenlöjtnant 1740. Som sjöofficer deltog Liedbeck bland annat i den olycksdrabbade expeditionen med linjeskeppet Sverige, vilket under sin väg till Konstantinopel förliste utanför Cádiz i november 1738. Liedbeck överlevde, men då han återkom till Sverige var han "utblottad". Han fick nu anställning som lärare vid skeppsgosseskolan i Karlskrona.
Liedbeck hade flera gånger sedan han lämnat Uppsala sökt olika akademiska tjänster såväl i Lund som i Greifswald. 1743 gjorde han ett nytt försök och sökte den efter Daniel Menlös lediga professuren i matematik i Lund. För denna tjänst författade han som specimeringsprov en avhandling i skeppsbyggnad, vilken är lärdomshistoriskt intressant såsom den första i Lund (och troligen även i Sverige) framlagda avhandlingen delvis avfattad på svenska och inte bara på latin (texten är i sin helhet skriven på båda språken, satt i parallella spalter). Liedbeck hänvisade härvid till "den allmänna nyttan" i att göra avhandlingen tillgänglig för en bredare publik.
Liedbeck fick professuren och tillträdde denna 1744. Han kom att inneha den till sin död och var under denna tid dekan för Filosofiska fakulteten två gånger (1748 och 1755) samt rektor för universitetet en gång (1760). Från 1755 var han därtill inspektor för Västgöta nation. Till hans mer bestående insatser hörde hans initiativ för inrättandet av ett astronomiskt observatorium vid universitetet (något detta saknat ända sedan 1680-talet). Astronomin som ämne sorterade vid denna tid under matematikprofessuren. Som lärare har han av en av sina elever, Carl Nyrén, skildrats som "en stilla och arbetsam man” vilken gjorde ”mycken nytta med sin flit och insikt i navigation och skeppsbyggeri, hvaruti han hade mycket tillopp af unga ädlingar från Karlskrona."
Liedbeck hade redan innan han blev professor utgivit ett par läroböcker, Kortt och tydelig beskrifning om himmel- och jordglobernas rätta bruk, nytta och egenskap (1734; ny utgåva 1753) samt En kort och nyttig arithmetica (1737). Som professor utgav ett åttiotal disputationer i bland annat kronologi, astronomi och matematik, alla dock behandlande tämligen elementära ämnen. Han var även en flitig almanacksförfattare. Åren 1746–1748 utgav han åtminstone 13 almanackor ställda till olika horisonter och tryckta på olika ställen.

## Familj
Liedbeck gifte sig 1752 med handelsmannadottern Sophia Lieffertz (död 1771) med vilken han fick sonen Nils Caspar (1754-1799), docent i praktisk filosofi, och dottern Maria Margareta, gift med lagmannen Carl Hadders.